# Collinsia torreyi
Collinsia torreyi är en grobladsväxtart som beskrevs av Asa Gray. Collinsia torreyi ingår i släktet collinsior, och familjen grobladsväxter.

## Underarter
Arten delas in i följande underarter:
- C. t. brevicarinata
- C. t. wrightii